# Henri Rivière (konstnär)

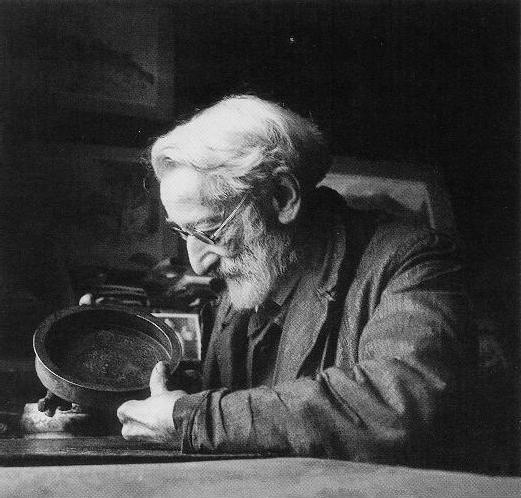
Henri Rivière.

Henri Rivière, född den 11 mars 1864 i Paris, död den 24 augusti 1930, var en fransk konstnär.
Rivière gjorde sig först känd genom illustrationer och etsningar (bland annat Begravning under paraplyer, 1884) samt genom konstnärligt betydande skuggspel för Chat-Noir (Sankt Antonius frestelse 1888, Fryne 1890, Sainte Geneviève 1892, Den förlorade sonen (Liknelsen om den förlorade sonen) 1894 med flera). Han utförde även träsnitt i färg med utsökt delikat koloristisk stämning, vilka han själv tryckte, ibland efter en mängd stockar för ett och samma blad (Bretagneska landskap, utställd 1892), och litografier i färg (Parisiska landskap 1900, Utsikter från Eiffeltornet 1903, flera stora väggbilder för skolor med landskap, folklivsbilder med mera). Han utförde även teaterdekorationer, först för Théâtre libre, sedan för Comédie française och Opéra comique, samt målade i akvarell, pastell och olja (bland annat Afton, Morgon, Vinter och Havskust, fyra dekorativa målningar för en privatbyggnad i Tokyo).